# Atentado de Alexandria em 2011
O atentado de Alexandria foi um ataque terrorista contra cristãos coptas realizado em torno da meia-noite de 1 de janeiro de 2011, na cidade de Alexandria, no Egito. O ataque resultou na morte de pelo menos 21 cristãos coptas e outros 97 feridos.

## Antecedentes
Duas semanas antes do atentado, uma declaração em um site islâmico fazia um chamado para ataques às igrejas do Egito, enumerando entre elas a igreja que foi atingida. O atentado ocorreu poucos meses depois que um grupo no Iraque, com ligações com a Al-Qaeda anunciou que todos os cristãos no Egito eram considerados "alvos legítimos" desde que, de acordo com o grupo extremista, duas mulheres (Kamilia Shehata e Wafaa Constantino) estavam sendo mantidas "reféns" da Igreja Copta de Alexandria, depois que elas haviam se convertido ao Islã.

## Atentado
O ataque ocorreu quando uma bomba explodiu em um carro estacionado em frente à Igreja Ortodoxa Copta de São Marcos e Papa Pedro  no bairro de Sidi Bishr em Alexandria. Mais tarde, um comunicado oficial do Ministério do Interior declarou que o ataque foi realizado por um suicida e não como resultado de uma explosão de um carro.
No momento da explosão, milhares de cristãos coptas iriam fazer a liturgia na igreja por ocasião do ano novo. A explosão resultou em partes do corpo espalhadas, carros destruídos e janelas quebradas. 21 cristãos coptas foram mortos imediatamente após a explosão, e cerca de 97 pessoas - a maioria dos quais eram cristãs - foram feridas. Testes forenses confirmaram que o explosivo utilizado era caseiro e continha pregos e esferas. O Ministério do Interior afirmou que a bomba estava cheia de pequenos pedaços de metal para servir como metralha e que um terrorista suicida com apoio estrangeiro pode ter sid

## Homilia do Papa Bento XVI e reações
Na homilia do Dia Mundial da Paz, 1 de janeiro, o Papa Bento XVI referiu as "intolerâncias religiosas, que hoje agridem particularmente os cristãos". Como reação, um imã egípcio acusou o Papa de interferir na política do seu país. 